# Клепачівська волость
Клепачівська волость — адміністративно-територіальна одиниця Хорольського повіту Полтавської губернії з центром у селі Клепачі.
Старшинами волості були:
- 1900 року козак Семен Григорович Олексенко[1];
- 1913—1915 роках козак Кирило Максимович Остапенко[2],[3].